# Umbra
Umbra és una característica d'albedo a la superfície de Mart, localitzada amb el sistema de coordenades planetocèntriques a 49.67 ° latitud N i 70 ° longitud E. El nom va ser aprovat per la UAI l'any 1958 i fa referència al terme llatí Umbra, que significa «ombra».